# Kaze no bon

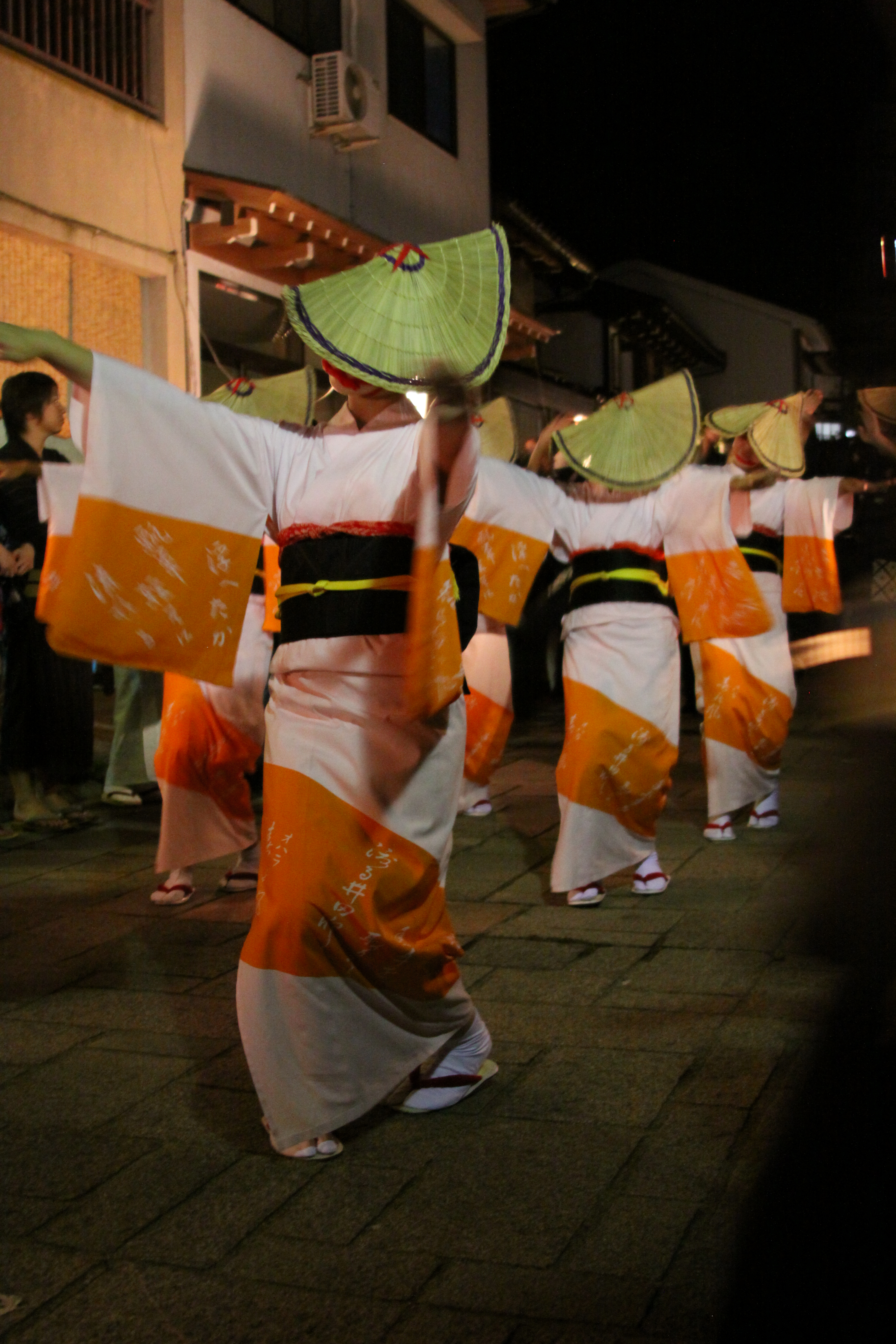
Owara kaze no bon (2013).

Kaze no bon (風 の 盆) ou Owara kaze no bon est une fête japonaise qui se tient chaque année du 1er au 3 septembre au village de Yatsuo, dans la municipalité étendue de Toyama sur la côte occidentale de l'île principale de Honshū au Japon. « Kaze no bon » peut se traduire littéralement par « bénédiction du vent ».

## Déroulé
Le village de Yatsuo, 21 810 habitants en 2005, s'étend autour de la rivière Ida sur 3 km de long, entre deux montagnes. Il fait partie de la municipalité de Toyama, dans la préfecture du même nom.
La fête se tient pendant les trois premières nuits de septembre, dans les rues pavées et escarpées du centre du bourg, éclairées pour l'occasion par des lanternes de papier. Jeunes hommes et jeunes femmes, tous célibataires, progressent lentement en longues files parallèles, en dansant sur une mélopée. Des musiciens, en général plus âgés, ferment la marche. Chaque troupe représente un des onze quartiers du district. La plus traditionnelle des danses est le Kyu odori ; l'autre est le Shin odori, introduite en 1920 : dans celle-ci, les pas des hommes et des femmes différent, ceux des premiers évoquant les travaux des champs. 
Les danseuses sont vêtues de yukata (浴衣, kimonos de coton) assortis et de chapeaux de paille plats dits amigasa (編み笠), inclinés pour couvrir leur visage. Leurs compagnons portent une veste courte et un chapeau similaire.
À l'arrière de la procession, une femme entonne Ecchu Owara Bushi, un chant traditionnel du village, accompagnée d'instruments rares comme le kokyū (胡 弓, une vièle), le shamisen traditionnel (三味 線, un luth à trois cordes) et des tambours. Cette musique est l'un des 100 sons du patrimoine national du Japon (日本の音風景100選) sélectionnés en 1996 par le ministère de l'Environnement. 
Outre ces défilés, les groupes se succèdent pour des démonstrations sur quelques estrades réparties dans le village. Des représentations privées sont données dans des restaurants ou dans certaines maisons. Au milieu de la nuit, une fois les touristes partis, la population du bourg rejoint les danseurs en costumes pour continuer la danse parfois jusqu'au petit jour.
Longtemps resté une fête villageoise locale, le spectacle attire depuis quelques années des visiteurs de tout l'archipel (jusqu'à 200 000), séduits par le mystère et la nostalgie qui se dégagent des chants et des danses.

## Origines
Le festival existe sans interruption depuis l'ère Genroku (1688-1704), soit depuis plus de trois cents ans. Les processions étaient alors destinées à honorer les divinités shinto, afin que les typhons épargnent la future récolte de riz (début septembre est en effet une période où les ouragans sont fréquents sur l'archipel). Si les danseurs cachent leur visage, c'est par crainte que la colère des dieux qu'ils espèrent apaiser ne retombe sur eux.

Owara kaze no bon 2013
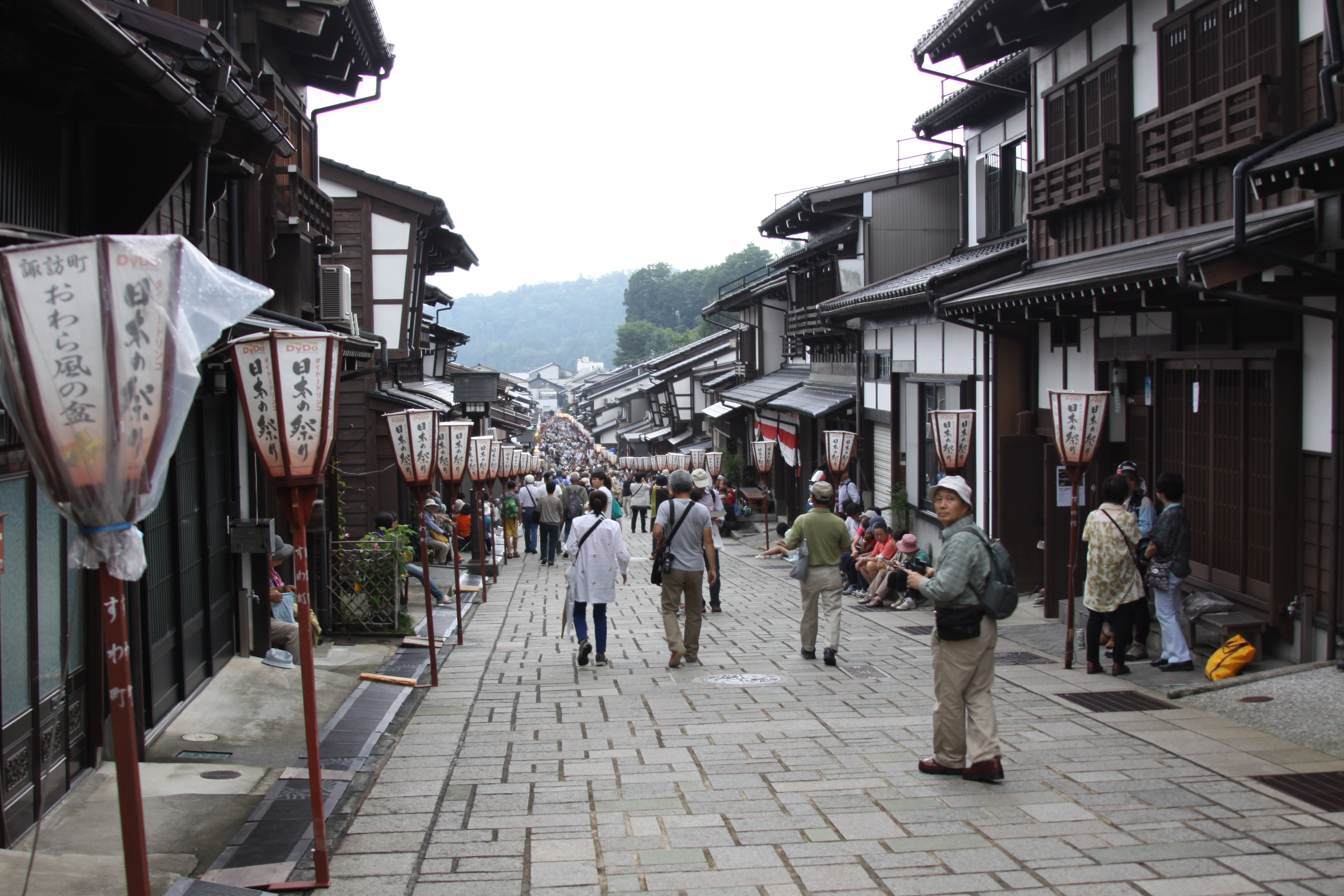
Rue de Yatsuo.
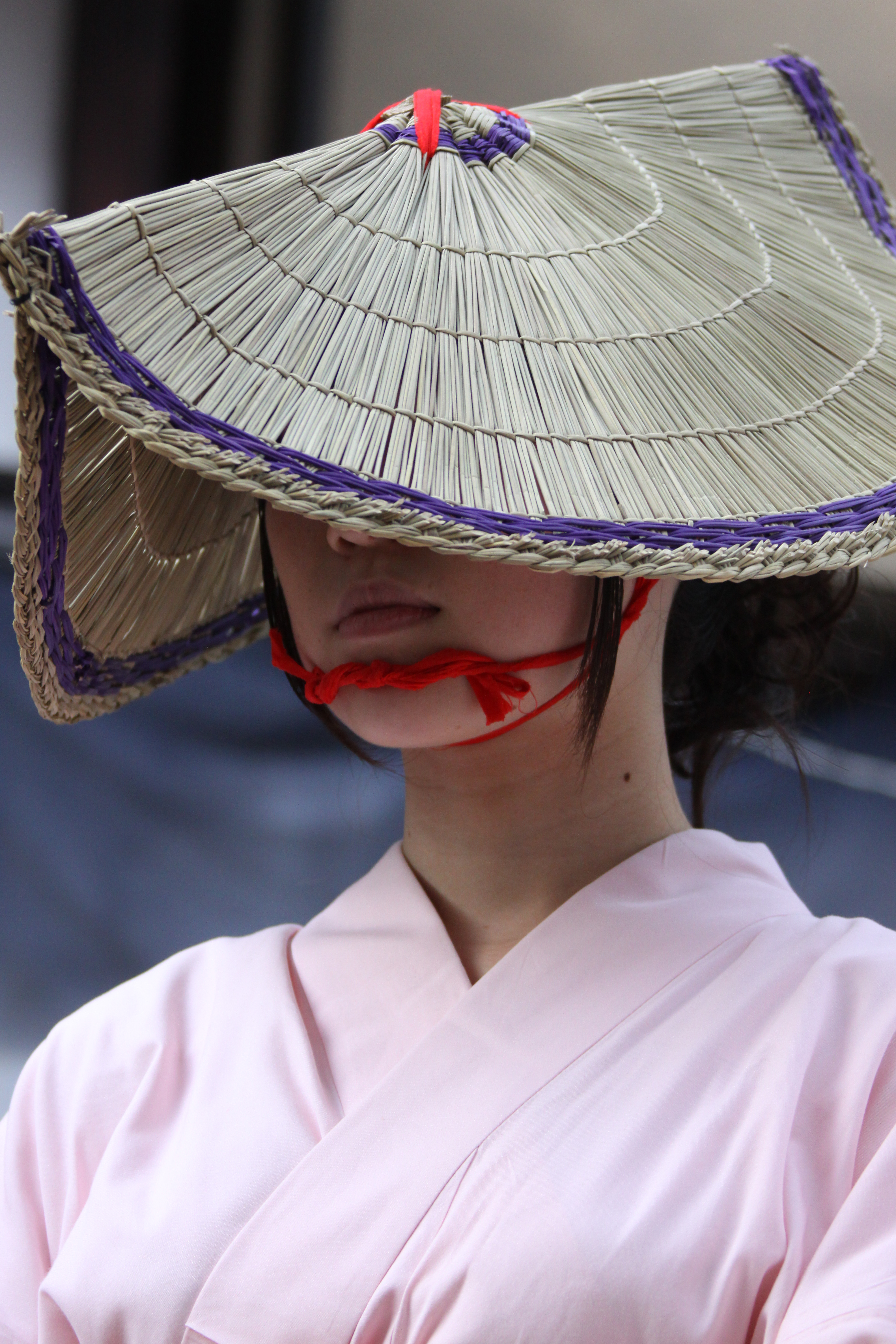
Amigasa (編み笠).
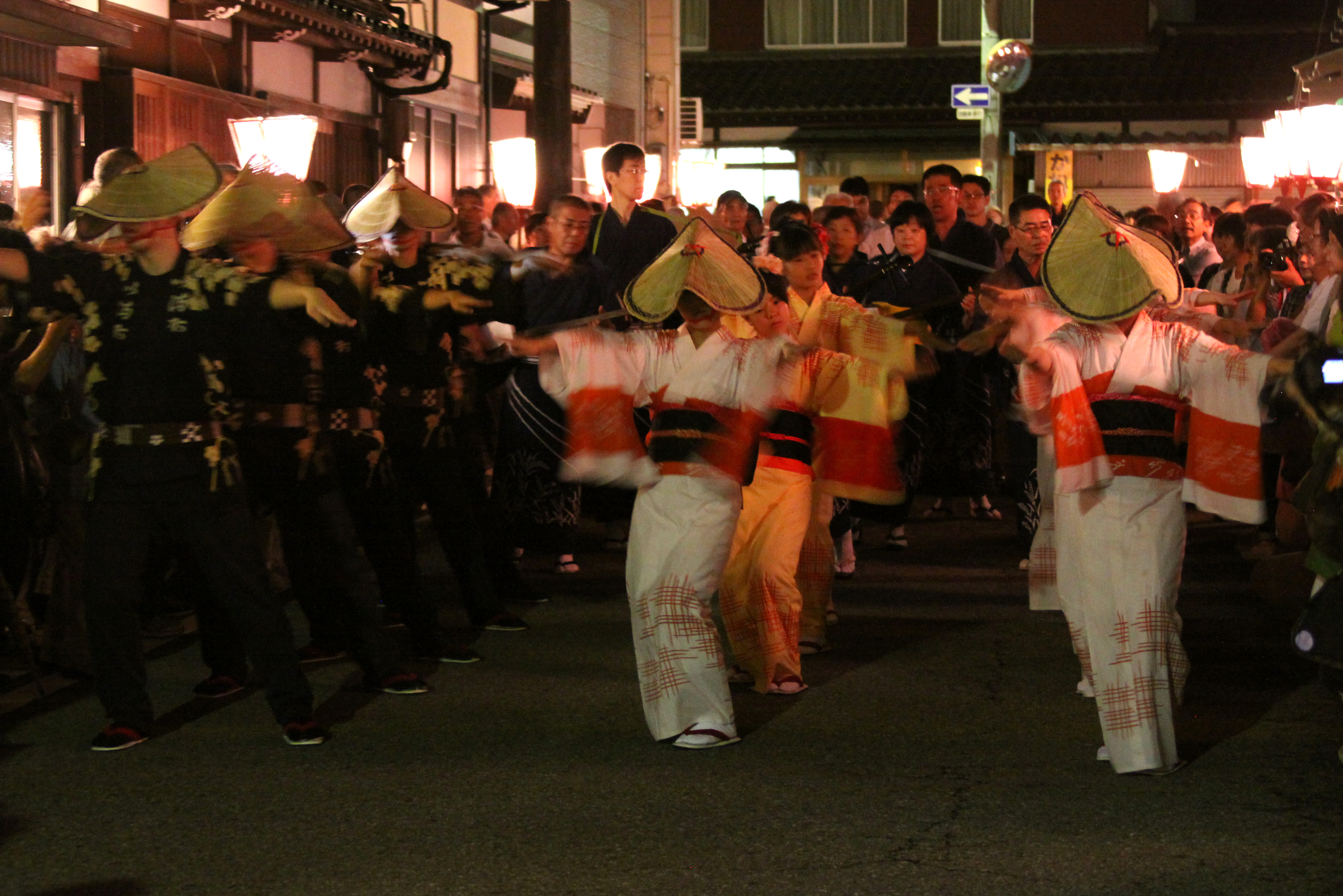
Danse.